# Yoshiko Kasai

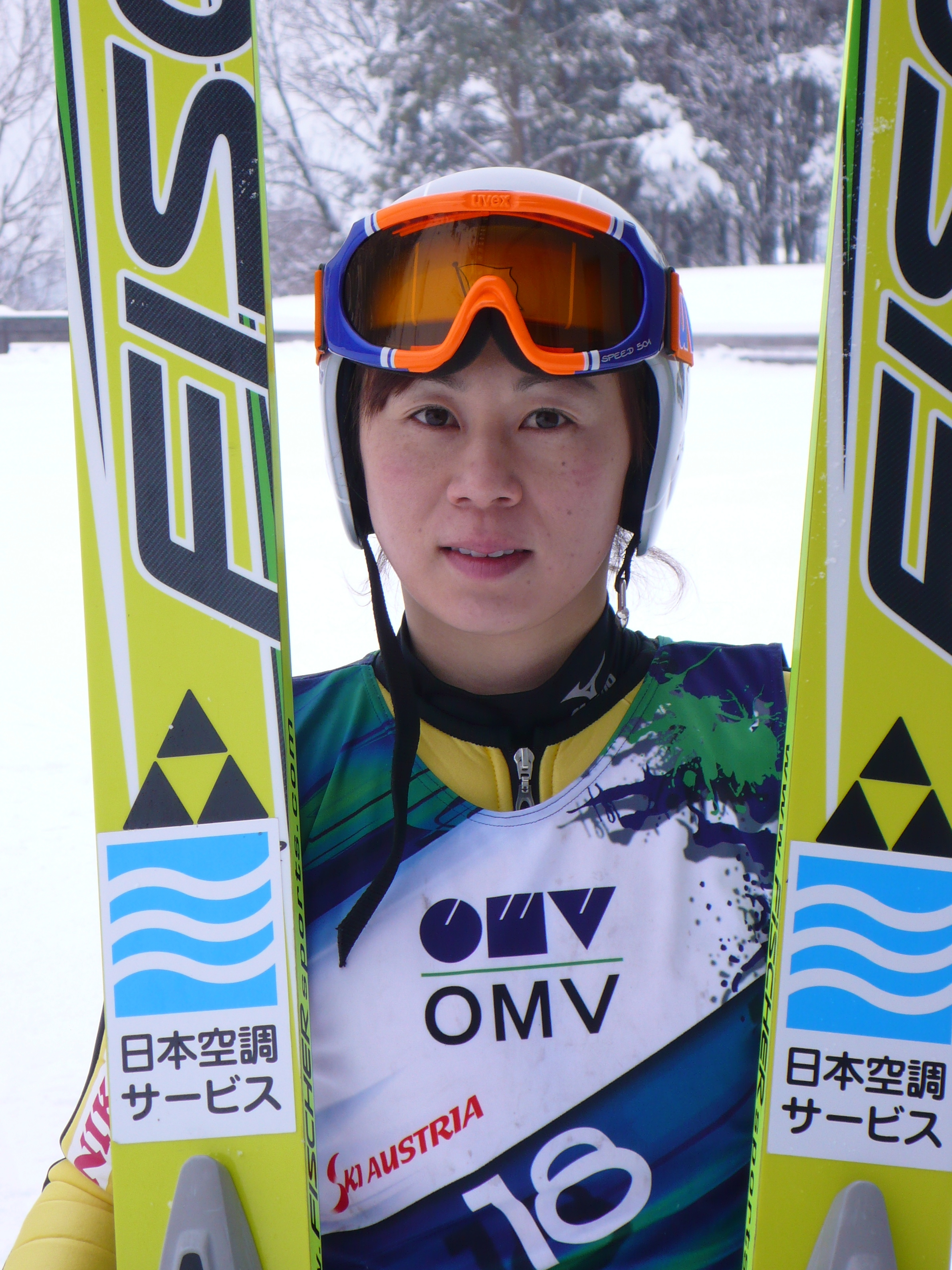
Yoshiko Kasai 2010.

Yoshiko Kasai (japanska 葛西 賀子), född 4 november 1980 i Otaru  i Shiribeshi subprefektur på ön Hokkaido, är en japansk backhoppare. Hon tävlar för skidföreningen Nippon Kucho Service.

## Karriär
Yoshiko Kasai debuterade i internationell sammanhang i FIS Ladies Grand Prix 1999 (kvinnornas Backhoppningsvecka). Hon fick 5 placeringar (4 individuella tävlingar och en lagtävling) bland de tio bästa och blev nummer 7 totalt. 
Hennes bästa resultat i Kontinentalcupen (plast) är 5. plats i Pöhla 11 augusti 2005. På snö är hennes bästa placering 6. plats i Zaō 8 mars 2008. Hon blev nummer 12 sammanlagd i Kontinentalcupen säsongen 2005/2006, hennes bästa placering sammanlagd. Säsongen 2008/2009 tävlade hon bara i Japan, men säsongen 2009/2010 deltog hon åter igen i Kontinentalcupen och blev nummer 39 sammanlagd. Hon debuterade i Kontinentalcupen 8 februari 2005.
Under Skid-VM 2011 i Holmenkollen tog hon 12. platsen i normalbacken (Daniela Iraschko vann tävlingen, före Elena Runggaldier och Coline Mattel).